# Lobelia muscoides
Lobelia muscoides är en klockväxtart som beskrevs av Adelbert von Chamisso. Lobelia muscoides ingår i släktet lobelior, och familjen klockväxter. Inga underarter finns listade i Catalogue of Life.